# Nellie, az elefánt
A Nellie, az elefánt (eredeti cím: Nellie the Elephant) 1989-től 1990-ig futott brit televíziós rajzfilmsorozatsorozat, amelynek rendezője és producere Terry Ward.

## Szereplők
| Szereplő          | Eredeti hang  | Magyar hang    |
| ----------------- | ------------- | -------------- |
| Nellie            | Lulu          | Szirtes Ági    |
| További szereplők | Lulu          | Kocsis Mariann |
| További szereplők | Tony Robinson | Kerekes József |
| Narrátor          | Tony Robinson | Vajda László   |

## Epizódlista
| #            | Eredeti cím                      | Magyar cím                   | Eredeti bemutató     | Magyar bemutató    |
| ELSŐ ÉVAD    | ELSŐ ÉVAD                        | ELSŐ ÉVAD                    | ELSŐ ÉVAD            | ELSŐ ÉVAD          |
| ------------ | -------------------------------- | ---------------------------- | -------------------- | ------------------ |
| 1.           | Nellie and the Ghost             | Nellie és a szellem          | 1990. január 8.      | 1993. január 14.   |
| 2.           | Nellie Visits a Farm             | Nellie a farmon              | 1990. január 15.     | 1993. január 21.   |
| 3.           | Nellie Goes to Sea               | Nellie a tengeren            | 1990. január 22.     | 1993. január 28.   |
| 4.           | Nellie on a Snowy Day            | Nellie a hóban               | 1990. január 29.     | 1993. február 4.   |
| 5.           | Nellie at the Seaside            | Nellie a tengerparton        | 1990. február 5.     | 1993. február 11.  |
| 6.           | Nellie's Raincoat                | Nellie esőkabátja            | 1990. február 12.    | 1993. február 18.  |
| 7.           | Nellie and the Whale             | Nellie és a bálna            | 1990. február 19.    | 1993. február 25.  |
| 8.           | Nellie and the Burning Farm      | Nellie és a lángoló pajta    | 1990. február 26.    | 1993. március 4.   |
| 9.           | Nellie Takes a Jumbo Jet         | Nellie repülőre száll        | 1990. március 5.     | 1993. március 11.  |
| 10.          | Nellie the Theatre Star          | Nellie, a színház kedvence   | 1990. március 12.    | 1993. március 18.  |
| 11.          | Nellie and the Haunted House     | Nellie és a kísértettanya    | 1990. március 19.    | 1993. március 25.  |
| 12.          | Nellie and the Park Disco        | Nellie diszkóba megy         | 1990. március 26.    | 1993. április 1.   |
| 13.          | Nellie at the Fun Fair           | Nellie a vidámparkban        | 1990. április 2.     | 1993. április 8.   |
| 14.          | Nellie Rescues Mrs Maple's Moggy | Nellie életet ment           | 1990. április 9.     | 1993. április 15.  |
| MÁSODIK ÉVAD |                                  |                              |                      |                    |
| 15.          | Nellie Goes Ballooning           | Nellie léghajóra száll       | 1990. szeptember 5.  | 1993. április 22.  |
| 16.          | Nellie Goes to the Moon          | Nellie a Holdon              | 1990. szeptember 12. | 1993. április 29.  |
| 17.          | Nellie Goes Swimming             | Nellie strandol              | 1990. szeptember 19. | 1993. május 6.     |
| 18.          | Nellie and the Flying Saucer     | Nellie és a repülő csészealj | 1990. szeptember 26. | 1993. május 13.    |
| 19.          | Nellie and the Brass Band        | Nellie és a rezesbanda       | 1990. október 10.    | 1993. május 20.    |
| 20.          | Nellie Joins the Team            | Nellie beáll a csapatba      | 1990. október 24.    | 1993. május 27.    |
| 21.          | Nellie Visits a Library          | Nellie könyvtárba megy       | 1990. október 31.    | 1993. június 3.    |
| 22.          | Nellie on an Ocean Cruise        | Nellie ez óceánon            | 1990. november 7.    | 1993. június 10.   |
| 23.          | Nellie Goes Apple Picking        | Nellie az almaszüreten       | 1990. november 21.   | 1993. június 17.   |
| 24.          | Nellie at the Olympics           | Nellie az olimpián           | 1990. november 28.   | 1993. június 24.   |
| 25.          | Nellie Goes to Peanut Junction   | Nellie vonatozik             | 1990. december 5.    | 1993. július 1.    |
| 26.          | Nellie the Ski Champion          | Nellie, a síbajnok           | 1990. december 12.   | 1993. július 8.    |
| 27.          | Nellie Takes the Train           | Nellie vonattal megy         | 1990. december 19.   | 1993. július 22.   |
| 28.          | Nellie and the Mystery Tour      | Nellie a titokzatos úton     | 1991. január 7.      | 1993. július 29.   |
| 29.          | Nellie at the Big Store          | Nellie a nagy áruházban      | 1991. január 14.     | 1993. augusztus 5. |
| 30.          | Nellie Goes Time Travelling      | Nellie utazik az időben      | 1991. január 21.     | 1993. július 15.   |